# Dellach,
Dellach je naselje v Občini Trg v Okraju Trg na Koroškem v Avstriji.